# Luigi Forino
Luigi Forino (* 20. August 1868 in Rom; † 5. Juni 1936 ebenda) war ein italienisch-argentinischer Cellist, Komponist und Musikpädagoge.
Forino war ab 1901 Direktor des Conservatorio Nacional in Buenos Aires und Professor für Harmonielehre und Kontrapunkt. Nach seiner Rückkehr nach Rom unterrichtete er an der Accademia Nazionale di Santa Cecilia. Er gab Cellosonaten von Luigi Boccherini heraus und verfasste eine Geschichte des Violoncellos und der Cellisten (Il violoncello: il violoncellista ed i violoncellisti, 1936). Außerdem veröffentlichte er eine fünfbändige Celloschule.
Als Komponist schrieb Luigi Forini die Chorwerke Baccus (Buenos Aires 1898) und Pomeriggio nella campagna romana (Buenos Aires 1913), viele Orchesterstücke, ein Concerto Romantico für Violoncello und Orchester, Cello- und Klavierstücke sowie Lieder und Studienwerke.